# Friedrich Press
Friedrich Press, né le 7 septembre 1904 à Ascheberg en province de Westphalie et mort le 5 février 1990 à Dresde, est un sculpteur allemand.

## Biographie
Après un apprentissage en tant que sculpteur sur bois et sur pierre, Press fréquente entre 1924 et 1926 l'école des arts décoratifs de Dortmund, puis il étudie à Charlottenburg et à Dresde, auprès notamment de Georg Wrba. Jusqu'en 1935, il vit librement de son art près de sa ville natale. C'est de cette époque que date sa Tête du Christ qui fut remarquée à des expositions de Berlin et de Münster en 1932. Mais une exposition de ses œuvres est fermée en 1933 à l'arrivée au pouvoir du nouveau régime national-socialiste.
Il est libéré en 1946 en tant que soldat prisonnier de guerre et s'installe à Dresde, alors totalement détruite par les bombardements anglais, pour se consacrer à son art qui est principalement d'inspiration religieuse. Sauf quelques exceptions, comme l'obélisque du cimetière soviétique de Dresde, il n'obtient pas de commandes publiques, le régime de la RDA étant officiellement athée.
Le musée du Vatican lui achète en 1965 un Ecce homo. Il redécore l'intérieur de l'église Saint-Joseph de Dresde (dans le quartier de Pieschen) en 1970.  
Il est nommé membre de l'académie de Parme en 1980 et citoyen d'honneur de sa ville natale en 1985.
Friedrich Press a collaboré à la décoration intérieure d'une quarantaine d'églises en RDA, ainsi qu'en RFA. Son œuvre la plus connue, une Pietà, se trouve à la cathédrale de la Sainte-Trinité de Dresde. C'est la sculpture la plus grande qui ait été réalisée en porcelaine de Meissen.
Son dernier travail est celui de l'autel de l'église Saint-Martin de Deutsch Evern dans le district de Lunebourg. Ses œuvres ont été léguées au musée diocésain de Wurtzbourg.
Sa sépulture se trouve au cimetière de Loschwitz. La sculpture est issue de ses mains.

## Source
- (de) Cet article est partiellement ou en totalité issu de l’article de Wikipédia en allemand intitulé « Friedrich Press » (voir la liste des auteurs).